# Набережна вулиця (Миколаїв)
Вулиця Набережна — вулиця в історичній частині міста Миколаєва. Перша поздовжня вулиця від річки Інгул. Обмежується городищем Дикий Сад з одного боку і вулицею 1-а Воєнна з іншого. Загальна протяжність близько 2,7 кілометрів.

## Історія
Назву вулиці у 1822 році дав поліцмейстер П. І. Федоров, проте вона не була затверджена військовим губернатором міста О. С. Грейгом. Повторно у 1935 році назву запропонував поліцмейстер Г. Г. Автомонов, відтоді назва закріпилася за вулицею, яка проходила вздовж берега річки Інгул.
У 1834 році за завданням М. П. Лазарєва архітектор Карл Акройд створив проєкт реконструкції Миколаївського адміралтейства, що передбачав будівництво декількох виробничих будівель, модельного павільйону, муру верфі та парадних воріт. У 1848 році було завершено будівництво муру і брами адміралтейства, вздовж якого почала проходити вулиця. У тому ж році Лазарєв запропонував перейменувати вулицю на Адміралтейську, але ця ідея не отримала підтримки у міські думі.

### В мистецтві
На Набережній були відзняті окремі сцени художнього фільму «А чи був Каротин?».

## Розташування
Вулиця Набережна тягнеться вздовж лівого берегу річки Інгул від городища Дикий Сад, перетинає вулицю Пушкінську біля Інгульського мосту, йде до заводоуправління Миколаївського суднобудівного заводу, де з'єднується з вулицею Адміральською і далі продовжується вздовж корпусів заводу, де стикається з вулицею 1-а Воєнна.

## Будівлі, пам'ятки
- Вулиця починається від урочища Дикий Сад – археологічної пам'ятки. На цьому місці знаходилося укріплене кімерійське поселення Білозерської культури XIII–X століть до н. е.
- На розі з вулицею Пушкінською розташований сквер імені О. С. Пушкіна. До 2022 року тут знаходився і пам'ятник письменнику, який демонтували 21 травня.
- По діагоналі від скверу, після Пушкінської вулиці розташовується один з основних мостів міста – Інгульский.
- Після перетину Пушкінської вулиці по лівій стороні розташовуються шахова ротонда і шаховий клуб будівництва початку XX століття. На клубі розташовані меморіальні дошки на честь видадтних шахістів М. В. Шелеста і О. О. Подольського.
- Між клубом і ротондою розташовується пам'ятник на честь місця заснування міста Миколаїв, встановлений у 1976 році і маючий форму куба.
- Одразу за клубом знаходиться пам'ятник віце-адміралу С. О. Макарову.
- За адресою вулиця Набережна, 7 розташовується будинок, де жив Герой Радянського Союзу, С. В. Стрельніков.
- За адресою вулиця Набережна, 5 розташовується будинок, де жив науковець-кораблебудівник, ректор Національного університету кораблебудування професор М. М. Александров.
- В місці «злиття» Набережної і Адміральскої знаходиться Миколаївське адміралтейство. Будівлю збудовано на заміну колишньому заводоуправлінню у 1951 році.
- Навпроти адміралтейства встановлено пам'ятник князю Г. О. Потьомкіну.
- За адресою вулиця Набережна, 5 розташовується Миколаївський обласний краєзнавчий музей «Старофлотські казарми».
- На перетині Набережної з вулицею 2-а Слобідська розташовуються головні ворота адміралтейства, що мають статус пам'ятки архітектури національного значення.
- Вздовж вулиці, починаючи від перетину Набережної з вулицею 2-а Слобідська знаходиться Адміралтейська площа – одна з найстаріших площ міста.